# Hymenochaetaceae
Hymenochaetaceae Donk, 1948 è una famiglia di funghi basidiomiceti dell'ordine Hymenochaetales.
Essa comprende specie di funghi "a mensola", con consistenza legnosa, provvisti di tuboli cilindrici e pori arrotondati o angolosi. Alcune specie sono saprofite, altre parassite, molto dannose, che causano il marciume bianco. Pochissime le specie commestibili a causa della carne fibrosa o legnosa.

## Tassonomia

### Generi della famiglia Hymenochaetaceae
Il genere tipo è Hymenochaete Lév. (1846), altri generi inclusi sono:
- Asterodon Pat. (1894)
- Aurificaria D.A. Reid (1963)
- Coltricia Gray (1821)
- Coltriciella Murrill (1904)
- Cyclomyces Kunze (1830)
- Fomitiporella Murrill (1907) = Phellinus Quél. (1886)
- Fomitiporia Murrill (1907)
- Fulvifomes Murrill (1914) = Phellinus Quél. (1886)
- Fuscoporia Murrill (1907) = Phellinus Quél. (1886)
- Hydnochaete Bres. (1896)
- Hymenochaetella P. Karst. (1889) = Hymenochaete Lév. (1846) [nom. cons.]
- Inocutis Fiasson & Niemelä (1984) = Inonotus P. Karst. (1879)
- Inonotus P. Karst. (1879)
- Mensularia Lázaro Ibiza (1916) = Inonotus P. Karst. (1879)
- Mucronoporus Ellis & Everh. (1889)
- Onnia P. Karst. (1889) = Mucronoporus Ellis & Everh. (1889)
- Phellinus Quél. (1886)
- Phylloporia Murrill (1904)
- Phylloporia ribis (1978)
- Polystictus Fr. (1851) = Coltricia Gray (1821)
- Porodaedalea Murrill (1905) = Phellinus Quél. (1886)
- Pseudochaete T. Wagner & M. Fisch. (2002) = Hymenochaete Lév. (1846) [nom. cons.]
- Pseudoinonotus T. Wagner & M. Fisch. (2001) = Inonotus P. Karst. (1879)
- Pyropolyporus Murrill (1903) = Phellinus Quél. (1886)
- Scindalma (Hill) Kuntze (1898) = Phellinus Quél. (1886)
- Tubulicrinis Donk (1956)